# Nurit Koren

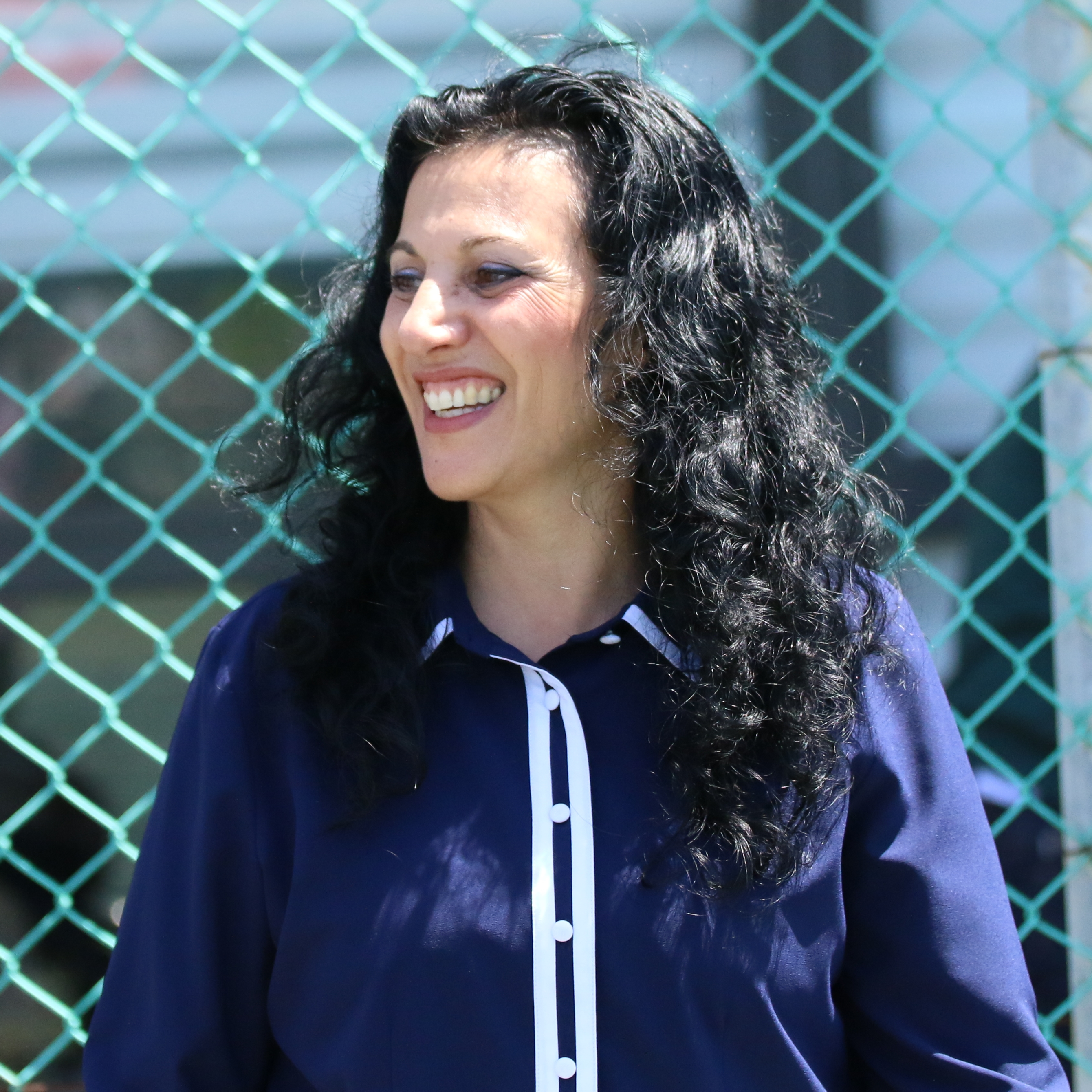

Nurit Koren (hebräisch נורית קורן‎, * 24. Februar 1960 in Jerusalem) ist eine israelische Politikerin der Partei Likud.

## Leben
Koren studierte Rechtswissenschaften in Israel. Sie war als Mitarbeiterin für den Politiker Gilad Erdan während seiner Amtszeit als Umweltminister tätig. Koren ist seit 2015 Abgeordnete in der Knesset. Sie hat vier Kinder und wohnt mit ihrer Familie in Herzlia.